# سالبادور كاراسكو
سالبادور كاراسكو (بالإنجليزية: Salvador Carrasco)‏ هو مخرج أمريكي، ولد في 1967 في مدينة مكسيكو في المكسيك.

## وصلات خارجية
- سالبادور كاراسكو على موقع IMDb (الإنجليزية)
- سالبادور كاراسكو على موقع ميوزك برينز (الإنجليزية)
- سالبادور كاراسكو على موقع قاعدة بيانات الفيلم (الإنجليزية)
- سالبادور كاراسكو على موقع كينوبويسك (الروسية)